# Pepe da Rosa
José da Rosa Villegas, más conocido por su apodo Pepe da Rosa (Buenos Aires, 1 de mayo de 1931-Sevilla, 22 de abril de 1986), fue un humorista, cantante y actor español que se hizo popular en la década de 1970 gracias a sus interpretaciones satíricas, muchas de ellas relacionadas con programas de televisión. También se le puede atribuir, aunque de manera involuntaria, como el introductor del género rap en España. Su obra más destacada es "Aplauso a JR", donde satiriza sobre la famosa serie de televisión Dallas.

## Biografía
El artista nació en Buenos Aires, hijo de padre valenciano y madre malagueña, su abuelo paterno era portugués. Su padre regentaba un teatro en Buenos Aires, pero en pocos años emigró con su familia a Sevilla, donde comenzó a interesarse por el mundo del espectáculo. Aunque comenzó como representante de otros artistas, da Rosa logró debutar en la radio en 1953  con un programa local en Radio Sevilla.

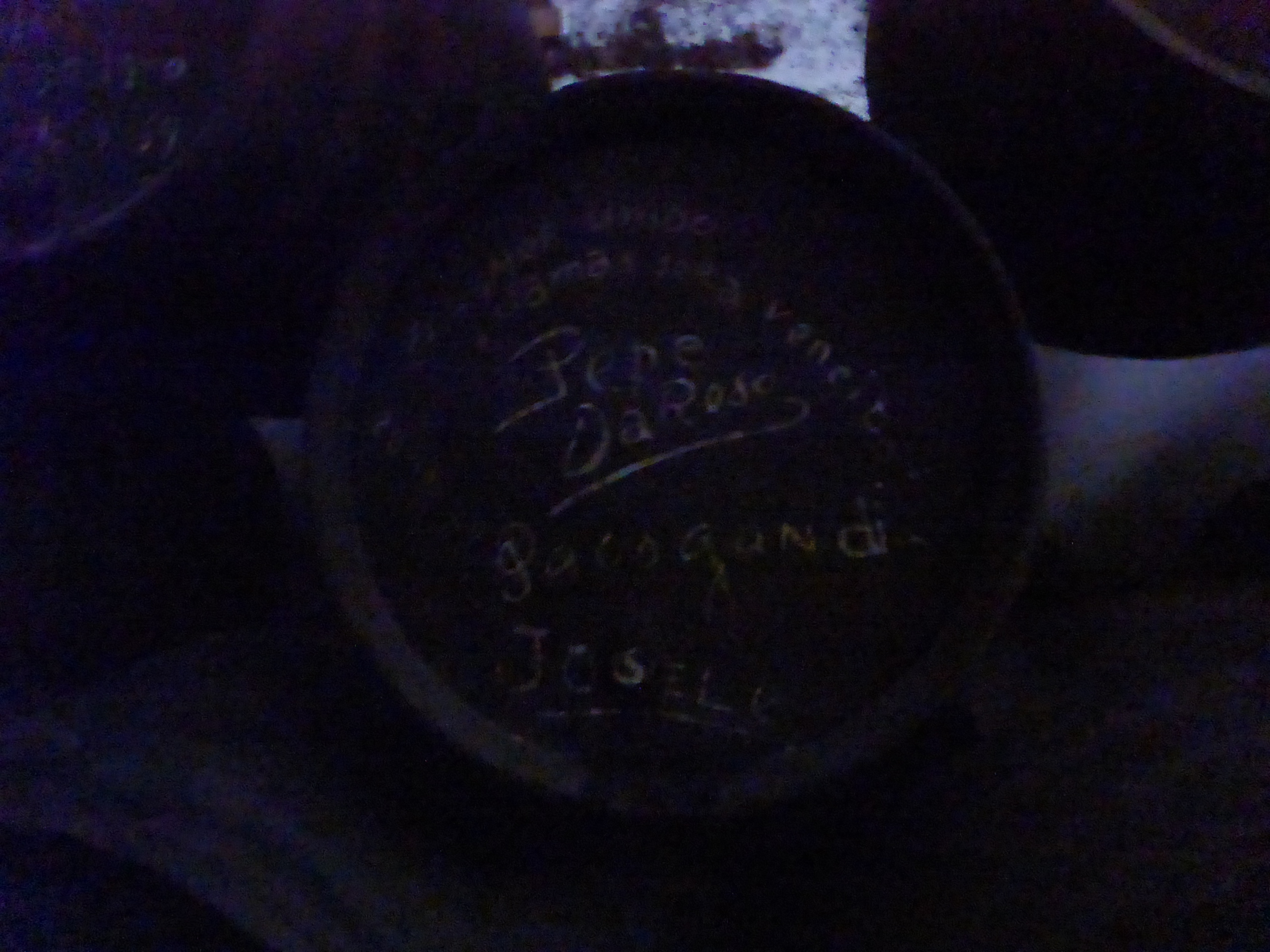
Firma en un barril de jerez

Posteriormente, pasó a cantar y componer temas de sevillanas a la vez que hacía números cómicos por toda Andalucía, lo que le valió firmar con el sello discográfico RCA. En la década de 1970 saltó a la fama a nivel nacional gracias a sus sevillanas dedicadas a series de televisión, como Los lagartos de V (inspirada en la serie V) o su obra más célebre, Los cuatro detectives (inspirada en las series Kojak, Colombo, McCloud y Banacek). En la mayor parte de sus letras primaba un componente satírico y humorístico, con el que se hizo muy popular en aquella época. Una de sus famosas sevillanas fue marco musical del Mundial de Fútbol España 1982.
Gracias a sus actuaciones musicales dio el salto al cine, interpretando a J.R. -personaje de la serie Dallas- en películas humorísticas como Le llamaban J.R. (1982) y J.R. contraataca (1983). Del mismo modo, consiguió participar en otras películas como Se acabó el petróleo o El Cid Cabreador. A su vez, también apareció en múltiples programas de Televisión Española como Un, dos, tres o Entre amigos.
Pepe da Rosa falleció a los 54 años víctima de un cáncer, dejando esposa y dos hijos. Tras su muerte, el artista ha sido homenajeado en numerosas ocasiones por las autoridades de Sevilla.

## Discografía
A lo largo de su vida, da Rosa publicó más de 13 discos de larga duración que fueron editados por el sello RCA. Entre ellos, su obra más destacada es Las cosas de Pepe da Rosa (1976), donde apareció por primera vez su célebre sevillana Los cuatro detectives, y que posteriormente tuvo varios volúmenes.
Con motivo del vigésimo aniversario de su fallecimiento, se lanzó un álbum recopilatorio en 2007, que incluye todos sus grandes éxitos.

## Filmografía
| Año  | Título                  | Personaje                 | Dirección            |
| ---- | ----------------------- | ------------------------- | -------------------- |
| 1980 | Se acabó el petróleo    | Pepe                      | Pancho Bautista      |
| 1982 | Los alegres bribones    | Pepe                      | Pancho Bautista      |
| 1982 | Le llamaban J.R         | J.R.                      | Francisco Lara Polop |
| 1983 | J.R. contraataca        | J.R.                      | Francisco Lara Polop |
| 1983 | El Cid Cabreador        | Ben Yusuf IV, el Cachondo | Angelino Fons        |
| 1984 | El pan debajo del brazo | Jacinto                   | Mariano Ozores       |